# Japanese Society for Rights of Authors, Composers and Publishers
Die Japanese Society for Rights of Authors, Composers and Publishers (jap. 社団法人日本音楽著作権協会, Shadanhōjin Nihon Ongaku Chosakuken Kyōkai), kurz JASRAC, ist eine Non-Profit-Organisation zum Schutz der Rechte japanischer Autoren, Musiker und Verleger, vergleichbar mit der deutschen GEMA. Gegründet wurde die JASRAC im November 1939, nachdem Japan 1899 der Berner Konvention zum Schutz des Urheberrechts beigetreten war. Heute ist sie die größte Organisation dieser Art in Japan.

## Informationen
- Vorstandsvorsitzender von JASRAC ist Mamoru Kato.[1]
- Der Sitz liegt in Shibuya/Tokio.
- Die JASRAC hat außerdem Zweigniederlassungen in allen größeren Städten Japans.
- Das Unternehmen hat 503 Mitarbeiter und vertritt zurzeit (April 2007) mehr als 13.000 Klienten.
- Im Schutz der JASRAC befinden sich mehr als 7 Millionen Werke.
- Seit 1982 werden die JASRAC Awards an in Japan besonders erfolgreiche nationale und internationale Künstler vergeben.

## YouTube
Im Dezember 2006 sorgte die JASRAC für weltweites Aufsehen, als sie die populäre amerikanische Video-Plattform YouTube aufforderte, im Namen 24 großer japanischer Unterhaltungsunternehmen mehr als 30.000 urheberrechtlich geschützte Werke japanischer Künstler zu entfernen. Außerdem forderte sie stärkere Maßnahmen, um Urheberrechtsverletzungen zu vermeiden, darunter der Vorschlag die Plattform mit Warnhinweisen in japanischer Sprache zu versehen.
Im Februar 2007 kam es in Tokio zu einem ersten Treffen der Vertreter von YouTube, JASRAC und den 24 Unternehmen, die Beschwerde eingelegt hatten. Dabei wurden die vorgeschlagenen Maßnahmen und deren Umsetzung diskutiert. Sofort darauf eingeführt wurden unter anderem die Warnhinweise auf Japanisch beim Hochladen eines Videos.
Bei einem zweiten Treffen im August 2007 wurden die getroffenen Veränderungen den Verantwortlichen der JASRAC vorgestellt. Außerdem wurde erwähnt, dass ein automatisches Filtersystem für urheberrechtlich geschütztes Material in Entwicklung sei, das von der JASRAC gefordert wurde. Grundlage dafür sei, dass es für die Rechteinhaber einen zu großen Aufwand darstelle, gegen alle betroffenen Videos händisch Beschwerde einzulegen. Trotzdem wurde YouTube aufgefordert, das System gegen Urheberrechtsverletzungen effizienter zu gestalten und sich ein Beispiel an bestehenden japanischen Video-Portalen zu nehmen.

## Rechtliche Grundlage
Das Recht der Verwertungsgesellschaften wurde im Jahr 2000 erheblich liberalisiert. Bis dahin war eine behördliche Genehmigung für die geschäftsmäßige Wahrnehmung von Urheberrechten anderer Personen erforderlich. Nach neuem Recht ist nunmehr nur noch eine Anmeldung nötig.